# Kochanów (województwo dolnośląskie)

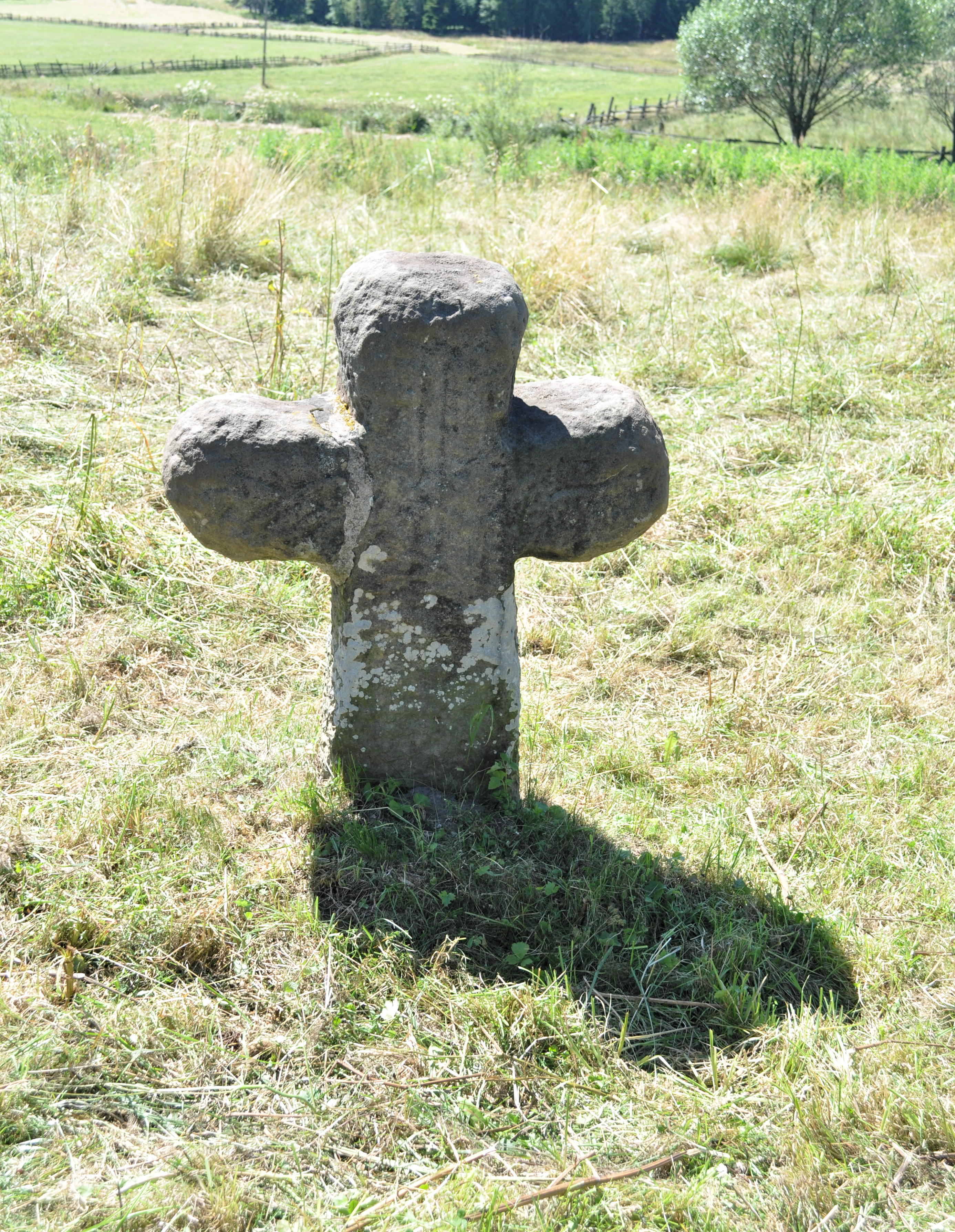
Kamienny krzyż

Kochanów (przed 1945 niem. Trautliebersdorf) – wieś w Polsce położona w województwie dolnośląskim, w powiecie kamiennogórskim, w gminie Kamienna Góra.

## Położenie
Leży w Kotlinie Kamiennogórskiej (Kotlinie Krzeszowskiej). Niewielka wieś łańcuchowa położona w Sudetach Środkowych, u podnóża północno-zachodniej części Zaworów, nad potokiem Kochanówka, na wschodnim krańcu gminy. Wieś rolnicza o rozrzedzonym układzie zabudowań z kilkoma interesującymi zabytkami.

## Podział administracyjny
W latach 1975–1998 miejscowość administracyjnie należała do województwa jeleniogórskiego.

## Historia
Wieś wzmiankowana w roku 1292 jako miejscowość przekazana Cystersom z Krzeszowa, która należała do zakonu do czasu kasacji zakonu w roku 1810. W roku 1835 funkcjonowały we wsi liczne kamieniołomy i 11 wapienników.

## Zabytki
Do wojewódzkiego rejestru zabytków wpisane są obiekty:
- kościół filialny pw. św. Mateusza z 1636 r., który powstał na miejscu starszego wzmiankowanego już w 1364 r., przebudowany w połowie XVIII w. Murowany, jednonawowy, z kwadratowym prezbiterium i wieżą od zachodu. Wnętrze nakryte sklepieniem kolebkowym z lunetami. Kościół i cmentarz otoczone kamiennym murem z barokową bramą
- barokowa plebania z 1 poł. XVIII w., obecnie dom mieszkalny nr 95
- kuźnia, z XVIII w.

inne zabytki:
- kapliczka, poniżej kościoła murowana z połowy XIX w.
- liczne figury i krzyże na terenie[5]
- kamienny krzyż monolitowy nieznanego wieku i przyczyny fundacji; pojawiająca się hipoteza, że jest to tzw. krzyż pokutny nie opiera się na żadnych dowodach lecz jest wynikiem nieuprawnionego założenia, że wszystkie kamienne monolitowe krzyże, nieznanego wieku i pochodzenia, są krzyżami pokutnymi[6]
- zespół dworski w dolnej części wsi, złożony z murowanego dworu zbudowanego na przełomie XVIII/XIX w. o nieregularnym, urozmaiconym rzucie, dwukondygnacyjny nakryty wysokim dachem łamanym z facjatkami
- oficyna mieszkalna pobliżu dworu z pierwszego ćwierćwiecza XIX w.
- kamienny stół sędziowski, prawie kompletny, z siedliskami, który znajduje się pod wzniesieniem na północ od dworu, jest to unikatowy obiekt nie tylko w skali kraju ale i Europy związany z dawnym wymiarem sprawiedliwości.

## Turystyka
Przez wieś przechodzi  zielony szlak turystyczny z Krzeszowa do Mieroszowa.
Około 250 metrów na północ od stołu sądowego znajduje się nieczynny kamieniołom, w którym zlokalizowanych jest kilkanaście pseudokrasowych jaskiń (m.in. druga pod względem długości jaskinia w Sudetach - Jaskinia z Filarami).